# Siemens–Martin-acélgyártás

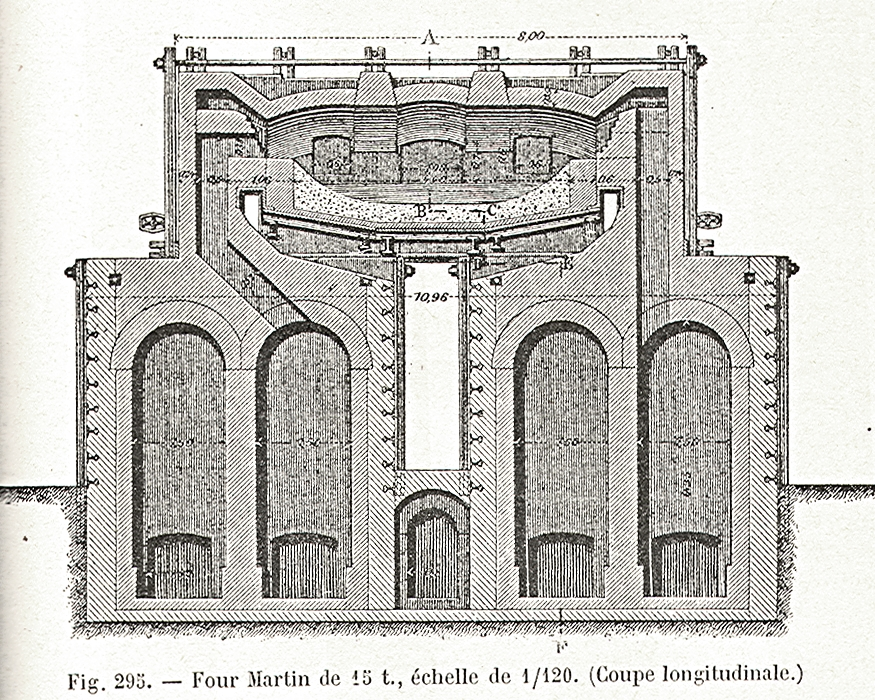
Siemens–Martin-kemence hosszmetszete egy 1895-ös kiadványból

A Siemens–Martin-acélgyártási eljárást Pierre-Émile Martin francia mérnök szabadalmaztatta 1864-ben. Az eljárás nevében a Siemens nevet a Carl Wilhelm Siemens által szabadalmaztatott és itt felhasznált váltakozó lángjárású regeneratív tüzelési rendszer magyarázza. A szakirodalom néha megkülönbözteti az eljárást és a kemencét, előbbit „Martin-acélgyártásnak”, utóbbit „Siemens–Martin-kemencének” nevezik. Az eljárás lehetővé tette, hogy kiinduló anyagként folyékony nyersvasat és ócskavasat is felhasználhassanak. Az SM-kemence betétje ennek megfelelően lehetett csak folyékony, csak szilárd, vagy a kettő együttesen. A módszerrel igen változatos ötvözöttségű acélokat lehetett előállítani, de az erősen ötvözött acélok gyártását más módszerekkel valósították meg. A Martin-acélgyártás mintegy száz évig vezető módszere volt az acélmetallurgiának, csak az oxigénes konverteres eljárás(ok) előretörése nyomán csökkent a jelentősége, oly mértékben, hogy napjainkra gyakorlatilag megszűnt.
A Siemens–Martin-kemence a fejlődése során több változáson ment át. A legszembetűnőbbek ezek közül az első és a hátsó fal kiképzésében és a tűzfejek megoldásában mutatkoznak meg. Az első és a hátsó fal kezdetben függőleges helyzetű volt, majd – a falazatok javításának egyszerűbbé tétele miatt – kifelé döntötték (a hátsó falat jobban). A fejlődés végén a tendencia megfordult: a legkorszerűbb SM-kemencék falait befelé döntötték (März–Boelens-kemence). Az egymást követő tűzfej megoldásokkal a levegő és a fűtő közeg mind hatékonyabb keveredését, a jobb lángparaméterek megvalósítását tűzték ki célul. A gáztüzelés helyett több helyen bevezették az olajtüzelést, majd külön oxigénáram bejuttatását a kemencébe (oxigénes intenzifikálás). A kemencék készülhettek (főleg eleinte) savas és bázikus falazattal, és mindkettőhöz más gyártási technológia, kemencevezetés tartozott.
A gyártási folyamat öt lépcsőből áll: a berakásból, a beolvadásból, a frissítésből, a dezoxidációból és ötvözésből (kikészítés), illetve a csapolásból. Ezek közül a metallurgiai szempontból legfontosabb folyamatok a frissítő és a kikészítő szakaszban játszódnak le. Az SM-acélgyártás frissítő szakasza hosszabb, mint a szélfrissítéses (konverteres) eljárásoké, ezért az adagidő is hosszabb. Az ötvözést a kikészítő szakaszban végezték el.
A magyarországi Martin-acélgyártás 1876-ban kezdődött Resicán (illetve a mai Magyarországon 1879-ben, a Diósgyőri Vasgyárban), és 1992 végén a Dunai Vasműben ért véget.

## A találmány
Pierre-Émile Martin eljárása különbözött minden korábbi acélgyártási módszertől. Martin a kavaró acélgyártást akarta továbbfejleszteni, hogy folytacélt tudjon előállítani. Elképzelése az volt, hogy egy lapos, teknő alakú kemencében olvasztja meg a nyersvasbetétet, és a nyersvasfürdő fölött gázlángot vezet el, amivel a fürdő folyamatosan megújuló felületi rétegéből ki tudja égetni a nyersvas fölösleges kísérő elemeit, a karbont, a szilíciumot és a mangánt. A megfelelő hőmérséklet biztosítása céljából megvásárolta az 1847-ben felfedezett Siemens-féle, váltakozó lángjárású, regeneratív tüzelési módszer szabadalmát. Első, a módszerével gyártott 1,5 tonnányi acélt 1864. április 8-án csapolta le Sireuilben. Ez a kemence még csak egy regeneratív tüzelésű hengerművi izzítókemencéből célszerűen átalakított, 1,2×1,6 méteres kísérleti kemence volt. Az első SM-acélművet 1868-ban állították fel Angliában, 3 tonnás kemencével, majd ezt követően gyorsan elterjedt a világon, és mintegy száz éven át uralta a világ acélgyártását.
A Siemens–Martin-kemence tüzelési rendszere a Siemens-féle regeneratív tüzelési módszeren alapul. A fűtőgázt és a levegőt a már felfűtött, meleg regenerátorokba juttatják be, ahol azok felmelegednek, és így jutnak el a tűzfejbe, úgy, hogy a levegő mindig felül áramlik be. Az elégő tüzelőanyag elvégzi hőtechnikai és metallurgiai feladatát, majd mint füstgáz távozik a szemközti oldali tűzfejen. A füstgáz innen a regenerátorokon áthaladva felhevíti azokat, majd elvezetik. Amikor ezek a regenerátorok annyira lehűltek, hogy már nem tudják a kívánt mértékben felmelegíteni a levegőt és a fűtőgázt, megfordítják a tüzelés irányát: a hideg levegőt és a gázt a másik regenerátorokba vezetik be, minthogy ekkorra azok már kellő mértékben felmelegedtek, és a tüzelés iránya megfordul. A füstgázok az előző fázisbeli fűtőoldalon távoznak és felmelegítik a regenerátorokat. A folyamat ezután így folyik váltakozva, ezért hívják a módszert váltakozó lángjárásúnak.

## A Siemens–Martin-kemence
A Siemens–Martin-kemence meglehetősen bonyolult szerkezet, amely alapvetően két fő részre osztható:
- a felépítményre (ehhez tartozik a kemence munkatere, a boltozata, a tűzfejek és a függőleges gáz- és levegőcsatornák, a tartószerkezetek, a hűtő szerelvények) és
- az alépítményre (részei: az alapozás, a gáz- és levegőkamrák, a salakkamrák, a gáz- és levegőcsatornák, a váltószelepek, a kémény alsó csatornái, a füstgázkamra és az exhausztor).

A martinkemencék munkaszintjét többnyire a talajszinttől 6–8 méterrel magasabban helyezték el, így az alsó részt nem kellett a föld alá süllyeszteni, amivel az alépítmények javítása és a salakeltávolítás egyszerűbbé vált.

### A kemence munkatere
A Siemens–Martin-kemence munkaterét jellemző paraméterek az 1980-as évek elejének hazai kemencéi alapján:
| Paraméterek                                    | Befogadó képesség, t | Befogadó képesség, t | Befogadó képesség, t | Befogadó képesség, t |
| Paraméterek                                    | 50                   | 85                   | 125                  | 185                  |
| A fürdő felülete, m²                           | 30–35                | 40–45                | 45–55                | 65–75                |
| A fürdő hosszúsága, m                          | 8,5–9,5              | 10,5–11,5            | 12,5–13,5            | 14–16                |
| A fürdő szélessége, m                          | 3,0–3,4              | 3,7–4,0              | 4,2–4,5              | 4,8–5,2              |
| Hossz/szélesség viszonyszám                    | 2,6–3,0              | 2,6–3,0              | 2,8–3,2              | 2,8–3,2              |
| A fürdő mélysége, mm                           | 550–650              | 650–750              | 750–850              | 850–950              |
| A boltozat magassága, m                        | 1,9–2,1              | 2,1–2,3              | 2,3–2,5              | 2,7–3,0              |
| Szabad térfogat/betét tömege viszonyszám, m³/t | 1,1–1,3              | 1,0–1,2              | 0,9–1,1              | 0,8–1,0              |

### Falazatok
| 1 – első fal, |  | 2 – hátsó fal,      |  | 3 –boltozat, |
| 4 – fenék,    |  | 5 – csapoló nyílás, |  | 6 – fürdő    |

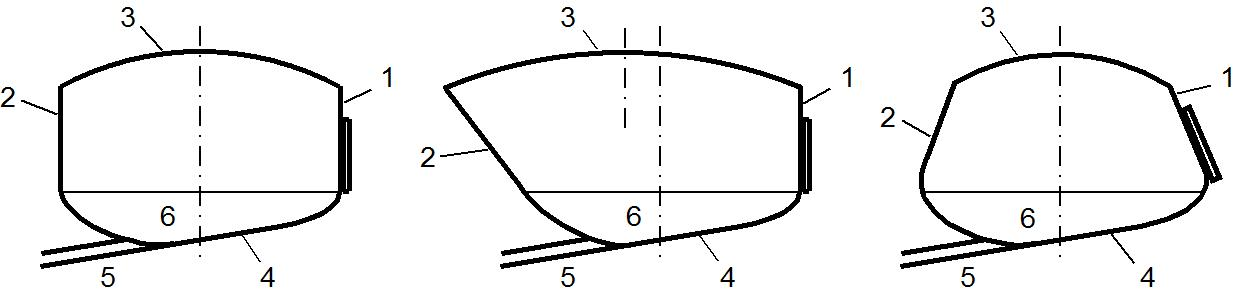
Az SM-kemencék falazatának fejlődése. Bal oldal: álló első és hátsó fal, középen: kifelé döntött hátsó fal, jobb oldal: befelé döntött első és hátsó fal (März–Boelens-típus). Jelmagyarázat:

Az SM-kemencék profilját a kemencefenék, a boltozat, az első és a hátsó fal alakítja ki. A munkatér első és hátsó fala az első időkben még függőleges volt, csak az 1930-as évektől kezdték kifelé dönteni a hátsó falat. Ez a megoldás indokolt volt ugyan a fal javítása miatt, mégis bizonyos üzemeltetési problémák forrása volt. Ezért alakult ki az úgynevezett März–Boelens-kemence, aminél az első és a hátsó falat is megtörve, befelé dőlve építették (Magyarországon a Dunai Vasműben működtek ilyen kemencék). Ez a megoldás a falazat mechanikai és hőterhelése, valamint az áramlástan szempontjából is kedvezőbb volt.
A kemencefenék bázikus kemencék esetén zsugorított magnezitből és magnezittéglából készült (ami felfut a mellső és a hátsó falra is), ez alatt samott-tégla és szigetelőanyag van. Összes vastagsága 1 méternél is több. A jól kivitelezett fenéknél a páncél hőmérséklete nem emelkedik 160–170 °C fölé. A kemencefenék tartalmazza a csapolónyílást is. A hátsó falazat a kemencekonstrukció-fejlődés különböző szakaszaiban változó kialakítású volt. A korszerű kemencék hátsó fala erősen döntött (47–49°) volt. Vastagsága közel 600 mm, anyaga – a fenékfelfutástól eltekintve – krómmagnezit-, savas falazatnál szilikatégla. Az első falazat álló vagy szintén döntött volt, de nem oly mértékben, mint a hátsó. Ez a falazat tartalmazza a kemence munkaajtóit (75 tonna fölött általában öt ajtó volt). Az ajtók és a kereteik vízhűtéssel voltak ellátva, anyaguk azonos a hátsó fal anyagával. Mozgatásuk mechanikus, elektromechanikus vagy hidraulikus módon történt. Az ajtók között helyezkednek el a pillérek. A kemenceboltozat íves, függesztett kivitelű, anyaga bázikus kemencéknél krómmagnezit-, savas kemencéknél szilikatégla. A függesztést tartó vállgerendák többnyire vízhűtésűek, gyakran elpárologtató rendszerűek, így gőzfejlesztésre is felhasználhatták.

### Tűzfejek

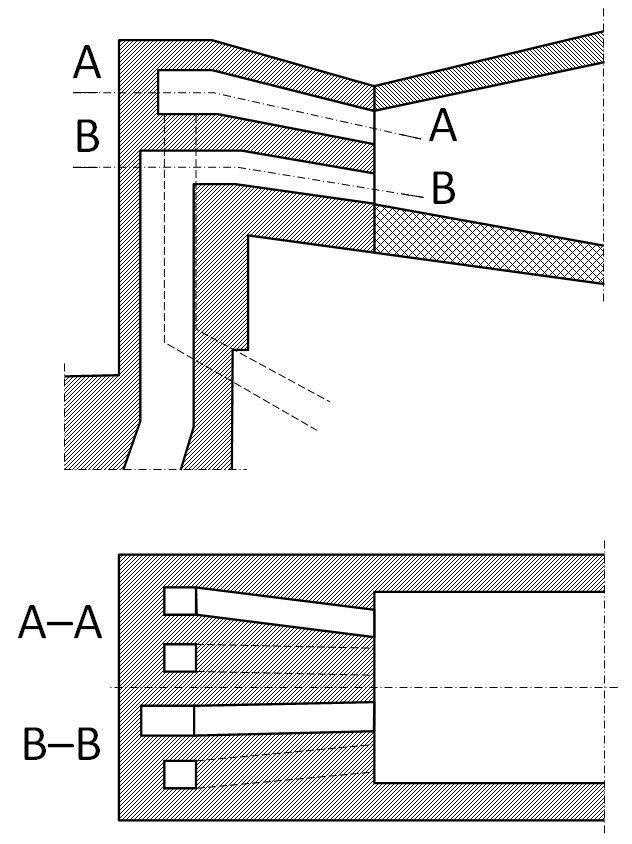
Siemens-tűzfej

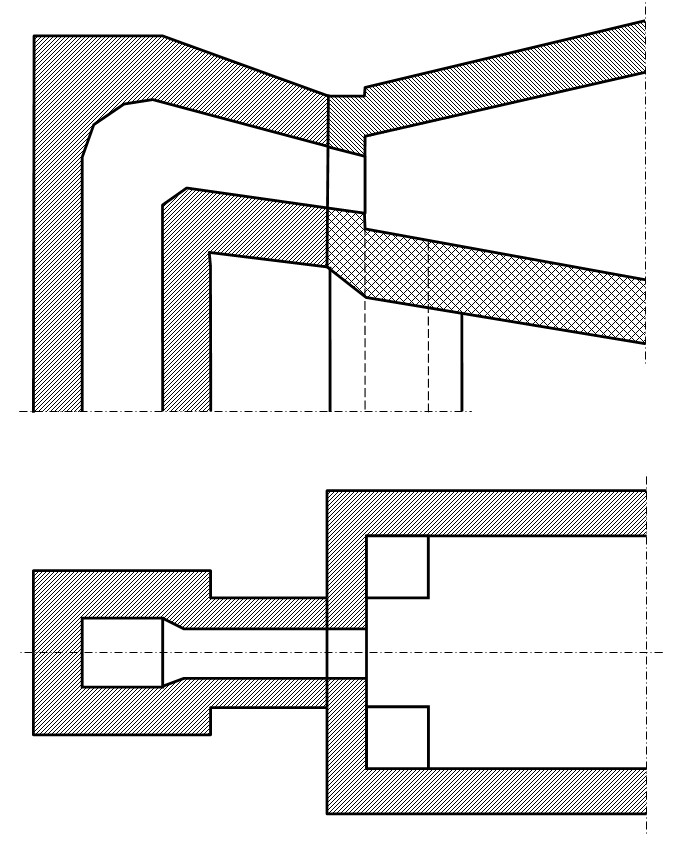
März-tűzfej

A tűzfejek kialakítása, hatékonysága, alapvető fontosságú a kemence működése szempontjából. A tűzfejek feladata az előmelegített levegő és fűtőgáz megfelelő keverése és a láng irányítása, valamint a keletkezett égéstermékek elvezetése. A két közeg a kemence munkaterében lép reakcióba egymással, az égés intenzitása pedig ezek keveredésétől függ. A tűzfejek szerkezetének fejlődése lényegében egyben a Siemens–Martin-kemencék fejlődését is jelenti. A tűzfejek kialakítása alapvetően a tüzelés módjától függ; a gáztüzelésű kemencék tűzfejei bonyolultabb szerkezetűek, az olajtüzelésűeké lényegesen egyszerűbb.
A tűzfej kettős feladata (égetés, füstgázelvezetés) egymással ellentétes követelményeket jelent:
- egyrészt biztosítani kell az optimális égést és lángméretet, amihez az szükséges, hogy a beömlő gáznak kellően nagy sebessége legyen, ami viszont akkor biztosított, ha mennél kisebb a beömlő nyílás keresztmetszete;
- másrészt az égéstermékek elvezetése akkor hatékony, ha mennél nagyobb a csatornák keresztmetszete.

E követelmények mindegyikét természetesen lehetetlen egyetlen megoldásban kielégíteni, az egyes égőkonstrukciók viszont egyre optimálisabbá igyekeztek tenni a feladatokat. Az egyes konstrukciók a levegő és a fűtőgáz bevezetési irányában, egymáshoz viszonyított szögükben, illetve a boltozatkiképzés módjában különböznek egymástól.
Az első tűzfejkonstrukció tulajdonképpen maga a Siemens-féle tűzfej volt. Ezeknél a kamrákból két gáz- és két levegőfelszálló akna vezet fel, és a kemencébe mélyen benyúló beömlőcsatorna alsó részén van a két gáz-, felső részén pedig a két levegőbeömlő csatorna. Ennek a tűzfejnek volt olyan változata is, amelynél a felső két levegőbeömlőt egyesítették, így a levegőáram mintegy ráfeküdt a két gázáramra, amivel jobb keveredést biztosított. A hibája azonban az volt, hogy a láng hamar elvált a fürdő felszínétől, ezért távozása előtt erősebben vette igénybe a boltozatot. A März-tűzfejek az előbbi hibáit igyekeznek kiküszöbölni azzal, hogy a gázbeömlő csatornák változatlanul hagyása mellett levegőbeömlő csatornája tulajdonképpen nincs, a levegő két oldalt, egymással szemben elhelyezkedő aknán, majdnem a fürdő szintjében ömlik be. Ezzel a megoldással jobb keveredést értek el, mivel a két oldalról érkező légáram jobb keveredést biztosít a gázzal. A Venturi-tűzfejnél a gázáramot középen vezetik be, a légaknákat pedig a gázcsatorna két oldalán helyezik el, és a levegőt a boltozat és az oldalfalak behúzásával, a Venturi-elvnek megfelelő beömlőn nagy sebességgel vezetik be. A levegő ily módon két oldalt és felül is körülveszi a gázáramot.
Más a tűzfej kialakítása akkor, ha nem gázzal, hanem folyékony tüzelőanyaggal (olajjal, pakurával) tüzelnek. Ilyenkor ugyanis csak a levegőt kell előmelegíteni, a tüzelőanyagot nem. Az előmelegített levegő változatlanul egy függőleges felszállón érkezik a keverő térbe, az olaj számára külön égőt biztosítanak. Az olajégő olyan kivitelű, hogy lehetővé tegye a maximális lángimpulzus elérését, illetve a tüzelőanyag, a levegő, valamint a porlasztó közeg megválasztásával a láng paramétereinek a szabályozását. Az olaj porlasztását vízgőzzel, sűrített levegővel, vagy földgázzal végzik.
A Siemens–Martin-kemencék fejlesztésének fontos lépcsőfoka volt az oxigénes intenzifikálás bevezetése, amikor az olajégőn keresztül vezették be az oxigént. Ezzel a módszerrel megnövekedett a lánghőmérséklet, következésképpen fokozódott a hőátmenet a fürdőbe, fokozódott a kémiai folyamatok sebessége, ezáltal a termelékenység. Az oxigénes intenzifikálás másik módja volt az 1970-es évektől a boltozati földgáz-oxigén vagy olaj-oxigén égők alkalmazása. Ezek a vízhűtéses szerkezetek függőleges irányban állíthatóak voltak, és a berakás és a beolvasztás szakaszában működtek. A módszerrel a beolvasztás időtartama mintegy a felére volt csökkenthető.

### Felszálló csatornák, salakkamrák
A felszálló csatornák az előmelegített levegő bevezetésére, illetve a füstgáz elvezetésére szolgálnak, tulajdonképpen a tűzfejek és a salakkamrák között helyezkednek el. Igénybevételük erősen termikus, részben mechanikus jellegű, főleg az elvezetett füstgáz miatt. Ezért többnyire krómmagnezit-téglából falazták, főleg a torkolati részen. A salakkamrák feladata a füstgázzal távozó szállópor és salakszemcsék összegyűjtése. Az egyszerűbb salakolás érdekében készültek kihúzható fenékkel is.

### Regenerátorok

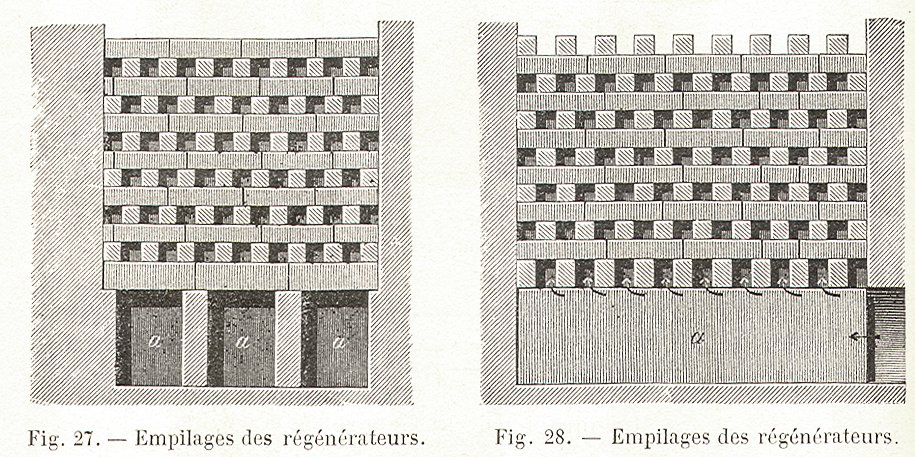
A regenerátorrács kialakítása

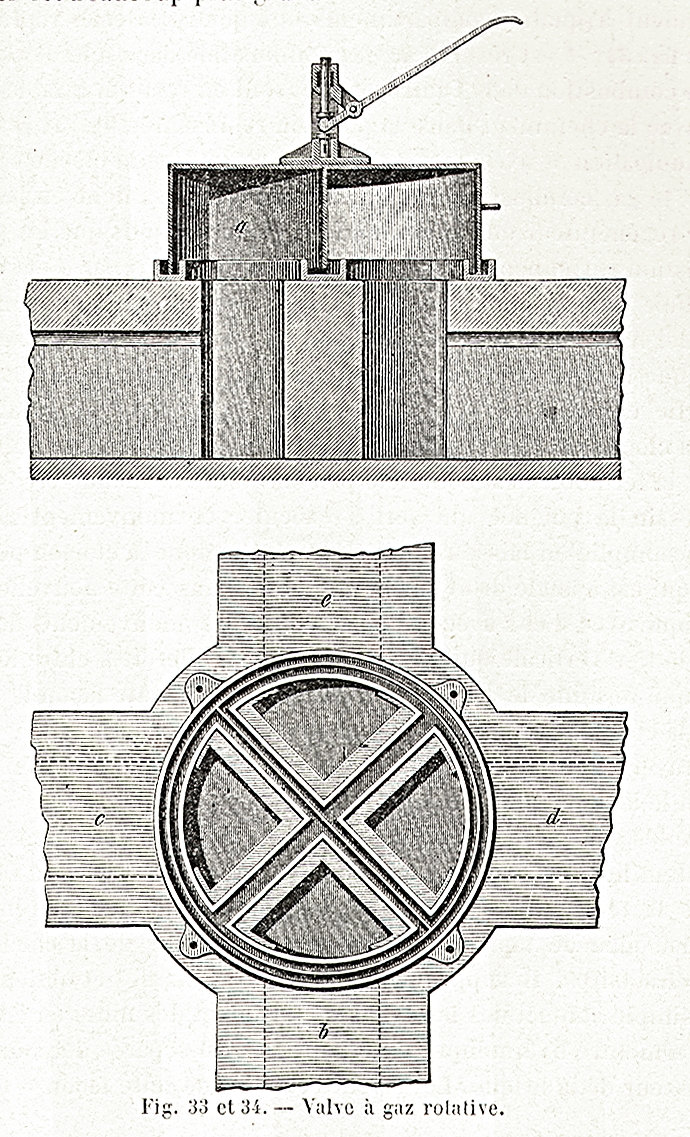
Váltószelep

A regenerátorok (másként gáz- és levegőkamrák) feladata a gáznemű tüzelőanyag (generátorgáz, torokgáz, kevertgáz) és a levegő előmelegítése. Az előmelegítésre azért van szükség, mert a hideg anyagokkal nem lehetne biztosítani a megfelelő lánghőmérsékletet. A gázt és a levegőt külön regenerátorokban melegítik elő, míg a távozó füstgáz egyenlő arányban áramlik a két felfűtendő kamrába. A regenerátorkamrákba belépő füstgáz hőmérséklete 1500–1600 °C, míg a kilépő füstgázé 1000–1200 °C. A kamrákban a hőátadó részt tűzálló téglák rácsozata képezi, és kialakításának biztosítani kell a legoptimálisabb hőátadást és a megfelelő légáramlást. Ennek megfelelően többféle rácsozási módszer alakult ki (például a Cooper-, Siemens-, vagy März-rendszerű). A rácsozat 1 köbmétere 10–15 négyzetméter fűtőfelületet biztosít. A porozódás miatt a regenerátor rácsozatát rendszeresen, mintegy hetente tisztították (nagynyomású levegővel, gőzzel). A rácsot alkotó tűzálló téglák anyaga alul samott-, felül magnezitkróm-tégla, a kamra falai alul samott-, felül szilikatéglából készültek.

### Átváltó berendezés
A váltogató berendezések feladata a tüzelés és a füstgázelvezetés irányának a megváltoztatása, a kamrapárok periodikus munkájának biztosítása. Ez történhetett kézi vagy automatikus kapcsolású vezérléssel, elektromechanikus mozgatással.

### Az alkalmazott tűzálló anyagok
Az SM-kemencénél alkalmazott tűzálló anyagoknak számos követelménynek kell megfelelnie. A jellemző paraméterek: a lágyuláspont és az olvadáspont, a nyomószilárdság, a hőingadozással szembeni ellenálló képesség, a hővezetés, a kémiai ellenálló képesség, a porozitás stb. Olyan tűzálló anyag azonban nincs, ami valamennyi jellemző tekintetében a legjobb, ezért minden esetben az adott feladatra optimálisnak tekinthető tűzálló anyagot használják. Egyes tűzállóanyag-fajtákból nemcsak téglát készítenek, hanem döngölőanyagként, nagyblokkok anyagául, habarcs alapanyagként is használják.
A samott-téglák lehetnek bázikusak, savanyúak és semlegesek, ezen kívül különböző tűzállósági fokozatban készülnek. Ennek megfelelően a terhelés alatti lágyulásuk kezdete 1100 °C és 1800 °C között változik. SiO2-tartalmuk 50–70%, Al2O3-tartalmuk 30–50% között van. A samott-téglákat felhasználják magánál a kemencénél, a regenerátorrácsoknál és az öntőcsarnok üstjeinél.
A szilikatégla kifejezetten savas kémhatású tűzálló anyag. Lágyuláspontjának kezdete 1620 °C-tól 1700 °C-ig terjed. Hátránya, hogy 600 °C alatt érzékeny a hőmérséklet-ingadozásra. Alapanyaga a kvarcit (94–97%), a szennyező anyagok rontják a tűzállóságát. Savanyú SM-kemencék főboltozatait, a regenerátorok oldalfalait és boltozatait készítették belőle, de a bázikus jellegű kemencék regenerátorainál is alkalmazták.
A bázikus tűzálló anyagok közül felhasználtak magnezit-, magnezitkróm-, krómmagnezit-, dolomit- és forsterit-téglákat. A magnezittéglát szintermagnezitből állítják elő. Főleg fenékfalazásra, valamint az első és a hátsó falak készítésére használták. Magnezitkróm tűzálló anyag készítéséhez a szintermagnezithoz krómércet adagolnak, a kemencék salakfürdő fölötti falazatánál, a felszállóknál és a salakkamráknál használták. A krómmagnezit téglák anyagában több a krómérc. A dolomittégla szinterdolomitból készül, de revét is adagolnak hozzá. A forsterit-téglák alapanyaga a szerpentin.

## Betétanyagok

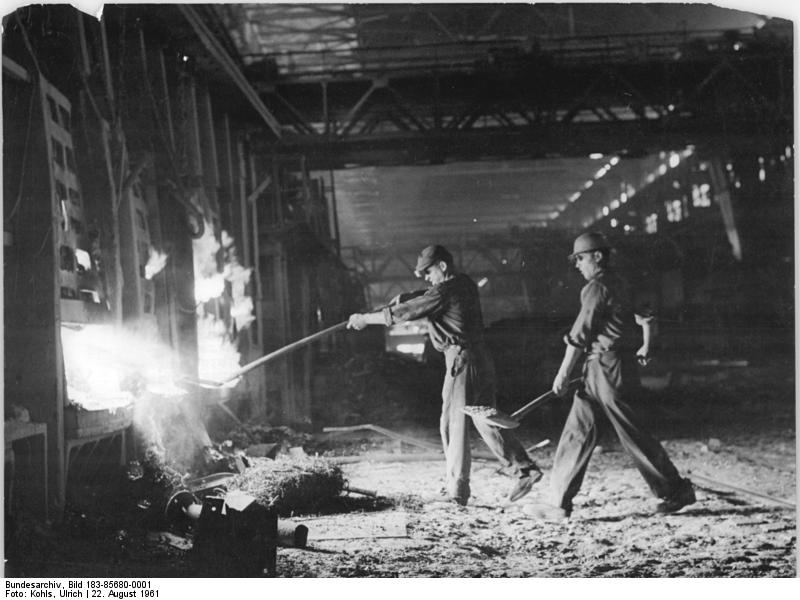
Betétanyag adagolása

A Martin-eljárás betétanyagai lehetnek
- fémes és
- nemfémes anyagok.

Az előbbiek közé tartozik a nyersvas, a vas- és acélhulladék és az ötvöző anyagok, utóbbiak közé pedig az oxidáló és salakképző anyagok.
A nyersvas kémiai összetétele tekintetében nem túl fontosak a mennyiségi adatok, hiszen a metallurgiai eljárás eléggé hatékony ahhoz, hogy – némi túlzással – szinte „bármiből bármit” elő tudjanak állítani. Az azért kívánatos, hogy a karbontartalom 3% fölött, a szilíciumtartalom pedig 1,3% alatt legyen. A mangántartalom az eljárás alkalmazása kezdetén még fontos paraméter volt, mert a kéntelenítésben fontos szerepet játszott, de a kohón kívüli kéntelenítés elterjedése után csökkent a jelentősége. A bázikus acélgyártásnál a foszfortartalomnak sincs jelentősége. Fontos viszont a nyersvas kéntartalma, mert ez bázikus kemencében is nehezen távolítható el.
A Martin-acélgyártás fontos új lehetősége volt a bevezetése idején már eléggé felhalmozódott hulladékvas felhasználása. A vas- és acélhulladékot felhasználás előtt gondosan megvizsgálják és ellenőrzik, hogy ismert legyen a kémiai összetétele, de csoportosítják fizikai állapotuk szerint is (könnyű és nehéz hulladék). Különösen figyeltek a vashulladékra, mert ezeknek nagy a foszfor- és kéntartalmuk.
Az ötvöző anyagokat részben a gyártandó acél kémiai összetételének beállítására, részben a folyékony acélfürdőben oldott nemkívánatos anyagok lekötésére alkalmazzák. A mangánt tükörnyersvas, ferromangán vagy ferromangán-szilícium formájában adagolják. A szilíciumot – ferroszilícium formájában – ötvözés vagy dezoxidálás céljából használják. A krómot ferrokróm alakjában, de gyakran szilíciummal együtt, komplex ötvözőként alkalmazzák (szilikokróm). A nikkelt általában fémnikkelként használják, a molibdént pedig ferromolibdén alakjában (40–70% molibdéntartalom). A további ötvözőanyagok nagy részét szintén ötvözetek formájában használják (volfrám, vanádium, titán, kobalt, bór). Az alumíniumot kohóalumíniumként használják ötvözőként vagy dezoxidálás céljából. Dezoxidálásra használják a kalciumot (CaSi2, CaSiAl, CaSiMn) és a magnéziumot is (CaSiMg, FeSiMg). A felsoroltakon kívül az acélnak vannak más, viszonylag ritkán használt ötvöző elemei is.
A mészkő a legfontosabb salakképző anyag, bázikus acélgyártásnál égetett meszet használtak. A fürdőben a mészkő kiég, a kalcium-oxid a salakba jut, a keletkező szén-dioxid pedig keverő, frissítő, gáztalanító hatást fejt ki. Az égetett mésznek erőteljes a foszfortalanító és kéntelenítő hatása. A bauxitot a salak hígfolyóssága növelése céljából használják, de a mész oldódását is elősegíti. A folypát szintén a hígfolyósságot növeli, de hatása sokkal intenzívebb, mint a bauxité. A kvarchomokot savas acélgyártás esetén használják salakképzőnek. Az egyik legfontosabb nemfémes adalék a vasérc, aminek a feladata a kémiai reakciókban elfogyasztott oxigén pótlása, de ugyanerre a célra hengerműi revét is használtak. Ha a kiinduló betétnek kicsi volt a mangántartalma, oxigénhordozónak mangánércet is adagoltak.

## Adagvezetés az SM-kemencékben
Az SM-kemencékben történő acélgyártás alapvetően a következő, egymástól élesen nem elválasztható lépések, folyamatok sorozatán keresztül valósul meg:
- berakás,
- beolvadás,
- frissítés,
- dezoxidáció és ötvözés,
- csapolás.

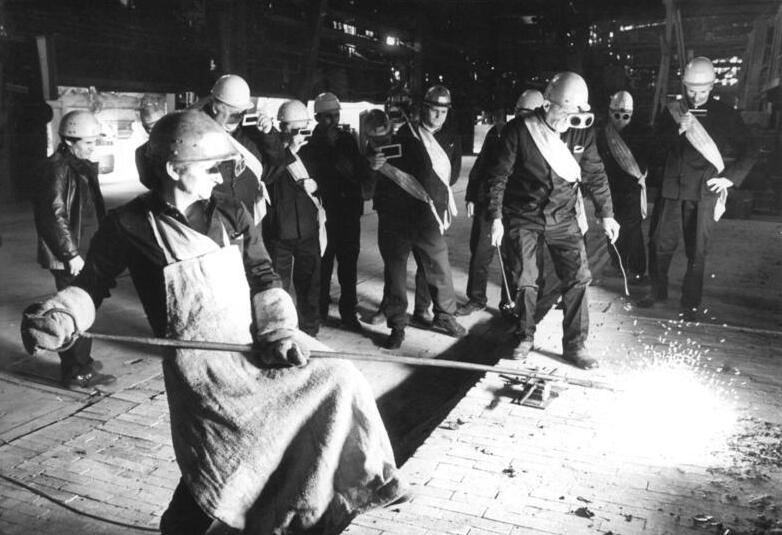
Próbavétel a kemencéből

A berakást majdnem minden esetben megelőzi egy úgynevezett adagközi javítás, amikor is az előző gyártási folyamat során megrongálódott falazat, fenék, tűzfejek, boltozat kisebb javítása történik. A berakási szakaszban először a betét szilárd részét, az acélhulladékot, esetleg a szilárd nyersvasat, valamint a szükséges oxidáló és salakképző anyagokat, illetve ezek egy részét adagolják be. Az adagolásra speciális kiképzésű adagoló daruk álltak rendelkezésre. A betétet úgy állították össze, hogy a beolvadt fürdő karbontartalma mintegy 0,5–0,8%-kal több legyen a tervezett acél C-tartalmától. Fontos ezen kívül a berakott anyagok elhelyezése is, figyelni kell az anyagok beolvadási folyamatára és arra is, hogy az egyes anyagféleségek mennyire rongálhatják a kemencefeneket. A berakás után a kemenceajtók elé dolomitból gátat építettek, hogy az esetleges kifolyást megakadályozzák. A folyékony nyersvas adagolása már a beolvadási szakaszhoz tartozik.
A beolvadási szakasz a nyersvas beöntésétől a fürdő teljes beolvadásáig tart. Valójában a beolvadás már megkezdődik a berakás alatt, minthogy a tüzelés folyamatos, és már ekkor is maximális hőterheléssel folyik. A berakás végén a betét átlagos hőmérséklete 900–1100 °C. A nyersvas adagolása időpontjának megválasztása igen fontos, mert ha túl hamar öntik be, a még „hideg” betét lehűti a nyersvasat, a beolvadás lassú lesz, és egyéb problémák is adódhatnak. Ha túl későn öntik be a nyersvasat, az erősen oxidált és túlhevített hulladék hatására a nyersvas oxidálható elemei robbanásszerű gyorsasággal oxidálódnak, aminek a hatására a fejlődő szén-monoxid kilökheti a salakot és az acélt a kemencéből. Oxigénes intenzifikálás esetén fontos még az is, hogy a nyersvasbeöntést követő 10–15 percben – a kifúvási veszély miatt – nem szabad oxigént befújni. A beolvadási szakaszban oxidálódik a nyersvas vasa, mangánja és foszfora. Az olvadó vasból a karbon egy része is kiég, de ez még nem jelentős mértékű. Az érchozagolás és az oxigénbefúvás hatására végbemenő oxidációs folyamatokat követően megkezdődik a salak kialakulása is, majd folyamatosan növekszik FeO-, MnO-, SiO2- és P2O5-tartalma. Minthogy a két utóbbi a továbbiakban káros, a salak hozzávetőlegesen felét a középső ajtókon át kihúzzák. Ezután 1,5–2%-nyi meszet adagolnak a kemencébe a további foszfortalanítás és kéntelenítés érdekében. A mészkő kiégése kapcsán intenzív CO2-fejlődés indul be, ami elősegíti a fürdő keveredését és csökkenti annak nitrogén- és hidrogéntartalmát. A beolvadás befejeződése előtt tájékoztató acél- és salakpróbát vesznek.
A frissítés célja a fürdő széntartalmának gyors, kívánt mértékű kioxidálása, a foszfor- és a kéntartalom előírt szintre csökkentése, a gáztalanítás folytatása, végül a fürdő csapolási hőmérsékletének elérése. A frissítő reakciók már a beolvadási szakasz végén elkezdődnek. Fontos követelmény, hogy a termikus és a kémiai folyamatok összhangban legyenek egymással. A frissítés sebességét a fürdő oxigéntartalma határozza meg, ami viszont az oxigénbevitel sebességétől függ. Az acélfürdő három helyről kapja az oxigént: a láng oxidáló hatása révén, a frissítő anyagokból és a fürdőbe fúvott oxigénből. A frissítésre tulajdonképpen csupán maga a kemenceatmoszféra is alkalmas lenne, de ekkor kicsiny lenne az oxidációs sebesség, mert az atmoszféra oxigénje csak diffúzió útján jut el a salak–fém határfelületre. Ezért van szükség vasérc adagolásra (nyersvasércelő eljárás), amikor is a vasoxidok közvetlenül eljutnak a határfelületig, így biztosítanak plusz oxigént, sokkal gyorsabban, mint a kemenceatmoszféra oxigénje. A frissítés sebessége a vasérc adagolásával rugalmasan szabályozható, arról azonban nem szabad megfeledkezni, hogy a folyamat eredője endoterm, azaz hőfogyasztó. A frissítés ilyenkor két szakaszra osztható: az érces frissítésre és a tiszta fövésre. Az oxigénbefúvásos módszernél a fürdő középső része is bekapcsolódik az oxidációba, így a fürdő jobban gáztalanítható, a kéntelenítés is jobb hatásfokú. Az oxigénezésnek hátránya az, hogy a füstgáznak nagyobb a portartalma, és a salaknak is nagyobb a vas-oxidtartalma.
A dezoxidáció és ötvözés ideje akkor következik be, amikor az acélfürdő széntartalma elérte a kész acél karbontartalmát, a fürdő hőmérséklete pedig a csapolási hőmérsékletet (1580–1680 °C). Ekkor a dezoxidáló anyagok bevitelével csökkenthető az acél oxigéntartalma, az ötvözők adagolásával pedig beállítható a kész acél ötvözöttsége. Csillapítatlan acélok gyártásakor a dezoxidáció csak olyan mértékű lehet, hogy az acél leöntésekor a CO-képződés biztosítva legyen. Csillapított acélok esetén az oxigéntartalmat az egyensúlyi állapotnál valamivel kisebb értékre állítják be.

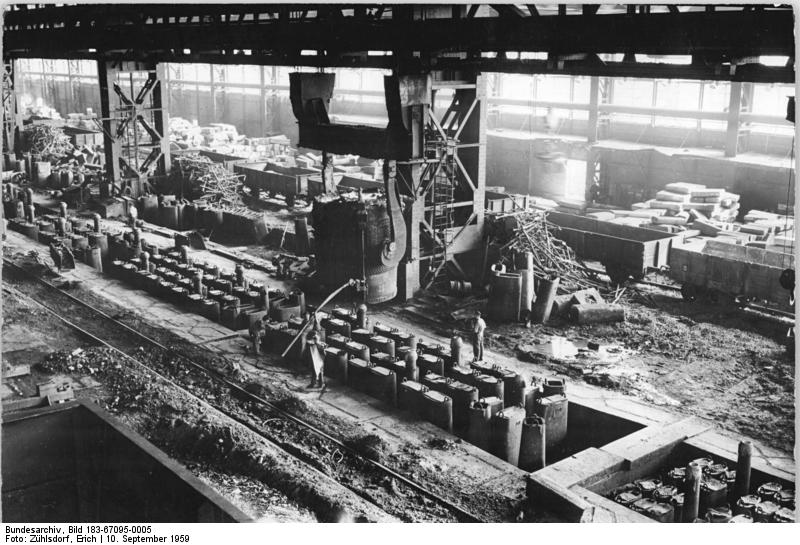
Öntőcsarnok

A csapolás kezdetekor bontórúddal meglazítják a magnezitdugót, majd a bontórúddal vagy oxigénsugárral megnyitják az utat a folyékony acél előtt. Siemens–Martin-kemencékből a csapolás öntőüstbe történt, Ilyenkor az öntőüstbe még adagolhattak ferroötvözeteket is. Az öntőüstöt az öntőcsarnokba szállítva az acélt az előkészített kokillákba öntötték, majd a megszilárdulás után a kokillákat, illetve a tuskókat le-, illetve kihúzták. A Martin-acélgyártás utolsó évtizedeiben alkalmazták a folyamatos öntést is.
A fémes betét, illetve a fürdő kémiai összetételének alakulása a munkamenet során (bázikus kemencében):
| Kémiai összetétel              | C, % | Si, % | Mn, % | P, %  | S, %  |
| A fémes betét (átlag)          | 2,42 | 0,64  | 1,58  | 0,130 | 0,050 |
| A fémfürdő beolvadásakor       | 1,04 | nyom. | 0,26  | 0,052 | 0,042 |
| A fémfürdő a dezoxidálás előtt | 0,33 | nyom. | 0,30  | 0,035 | 0,040 |

## Az acélgyártás során lejátszódó reakciók
A Martin-acélgyártás – ellentétben a nyersvasgyártással, ami redukciós jellegű – egészében véve oxidációs folyamat, amiben redukciós folyamatok is szerepet játszanak.
A vas már a berakástól kezdődően elkezd oxidálódni, ami a következő lépcsőkön keresztül valósul meg:
Fe → FeO,  FeO → Fe3O4,  Fe3O4 → Fe2O3.
A vassal együtt a szén, a szilícium, a mangán és a foszfor is oxidálódik:
C → CO,  Si → SiO2,  Mn → MnO,  P → P2O5.
Az olvadási folyamat során nagy vas-oxid-tartalmú salak képződik, amiben a vas-oxid kötött, illetve szabad állapotban van jelen, és a fémfürdő és salak között a megoszlási törvény alapján oszlik meg: (FeO)↔[FeO]. A kémiai folyamatok a következőképpen mennek végbe: a vas oxidálódik, a vas-oxid diffúzióval átmegy a salakból a fémbe, ott oxidálja a fém kísérő elemeit, miközben a vas-oxidból vas redukálódik.
A szilícium oxidációja gyakorlatilag már a beolvadási szakaszban végbemegy, majd a képződött szilícium-dioxid a vas-oxiddal lép reakcióba:
Si + 2FeO = 2Fe + SiO2,
SiO2 + 2FeO = 2FeO·SiO2.
Mivel a képződött vegyület a bázikus salakban nem stabilis, a salakban megjelenő kalcium-oxid kiszorítja a vas-oxidot a helyéről:
2FeO·SiO2 + CaO = CaO·SiO2 + 2FeO.
A mangán oxidációja a fémben oldott vas-oxiddal, illetve a fém és a salak határfelületén:
[Mn] + [FeO] ↔ mMnO·nFeO + [Fe],
[Mn] + (FeO) ↔ [Fe] + (MnO).
A folyamat hőmérsékletfüggő, mennél gyorsabban nő a fürdő hőmérséklete, annál gyorsabban nő a fém mangánkoncentrációja. A mangánt a vason kívül a fürdőben oldott szén is redukálja:
(MnO) + [C] → [Mn] + {CO}.
A foszfor az acélban általában nemkívánatos elem. A foszfortalanítás összesített reakcióegyenlete:
2[P] + 5(FeO) + 4(CaO) = ((CaO)4·P2O5) + 5Fe.
A szén oxidációja rendkívül fontos szerepet játszik a Martin-acélgyártás folyamatában. A karbonkiégés, illetve a frissítés sebessége függ a fémfürdő és a salak összetételétől, a fürdő mélységétől, a betét tömegétől, a kemence hőkapacitásától és oxidáló képességétől stb. Az egyesített reakció a fürdőben:
(FeO) + [C] → [Fe] + {CO}.

## SM-acélművek Magyarországon

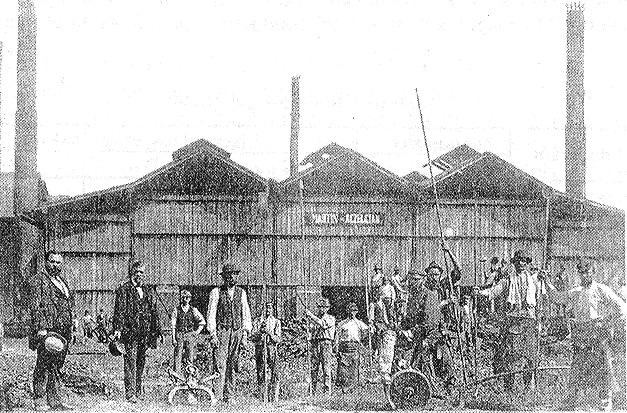
A diósgyőri Martin-Aczélgyár épülete és munkásai 1880 körül

A magyar kohászat első Siemens–Martin-acélművét 1876-ban Resicán állították üzembe – két kemencével. A nyersvasat saját nagyolvasztóik biztosították. Az acélművet folyamatosan bővítették, 1896-ban hat, 1898-ban már nyolc kemence működött, és az acéltermelés 1913-ban elérte a 146 000 tonnát, az ország termelésének 18%-át.
A diósgyőri Magyar Királyi Vasgyárban 1879-re épült fel a Martin-acélgyár, amelyben két 6 tonnás, savanyú bélésű kemencével kezdődött a termelés. Az első adagot 1879. július 8-án csapolták le. Közben, 1882-ben elkezdődött a Bessemer-acélgyártás is. 1886-ban újabb csarnokot építettek, amelyben 1894-ben már négy 9 tonnás kemence működött. 1896-ra készült el az új SM-acélmű, amelyben két 12 tonnás kemencében gyártották az acélt, majd később újabb két 12 tonnás és két 25 tonnás kemencét is üzembe állítottak. A kemencepark 1911-ben egy újabb, 1914-ben pedig három 30 tonnás kemencével bővült, s ezzel összesen 14 SM-kemence működött a gyárban. Az első világháború után a régi acélművet lebontották, egyúttal az 1886-os csarnokban megnövelték az adagot. 1940-ben három 30 tonnás, egy 40 tonnás és három 80 tonnás kemencében gyártottak acélt. A második világháború után buktatható Siemens–Martin-kemencék épültek: egy 40 tonnás, három 80 tonnás és egy 180 tonnás. A gyár éves martinacél-termelése az 1970-es években elérte az egymillió tonnát, majd az LD-acélmű üzembe állása után termelése folyamatosan visszaesett. 1979-ben még megünnepelték a martinacélgyártás századik évfordulóját, de két év múlva már leállt a IV. számú, 180 tonnás kemence, és 1986. október 15-én megszűnt a termelés az utolsó, I. számú SM-kemencében is.
Ózdon 1893-ban kezdték meg a Martin-acélmű építését. A kezdetben favázas csarnokban (1907-ben építették át acélszerkezetesre) négy 25 tonnás SM-kemencét helyeztek el. Az acél iránti megnövekedett igény miatt 1904-ben még négy, 1907-ben pedig két újabb kemencét telepítettek. A nyersvasat saját négy, új építésű nagyolvasztójuk biztosította. 1911-től az SM-kemencéket 38 tonnássá alakították. 1934-ben két, 5–6 t/h-s teljesítményű, März-típusú kemencét építettek, amiket folyamatosan korszerűsítettek, emelték a betétjüket, 1952-ben pedig bevezették az olajtüzelést. Az 1950-es évek második felére az acélmű csarnoka és berendezései is elavultak, és komoly szakmai vitákat követően 1960-ban elkezdődtek az acélmű rekonstrukciós munkálatai. Először átépítették a csarnokot, majd – a termelés fenntartása mellett – a régi kemencéket egyenként lebontották, és a helyükre összesen nyolc darab 100 tonnás, olajtüzelésű März-kemencét és egy 800 tonnás körkeverőt telepítettek. 1973-ban az acélmű kapacitása már 1,4 millió tonna/év volt, és ebben az évben elkészült a folyamatos öntőmű is, 325 000 tonna/év kapacitással. A martinacélműi rekonstrukció ennek ellenére hibás döntésnek bizonyult, és – több tényező együttes negatív hatása következtében – 1992-ben megszűnt az acélgyártás az ÓKÜ-ben.
A csepeli Weiss Manfréd Acél- és Fémművekben 1911-ben kezdődött az SM-acélgyártás. A két 10 tonnás kemencét azért telepítették, hogy a tüzérségi lövedékek alapanyagát gyártsák bennük. 1915-ben megnövelték a betétjüket, és építettek még két 32 tonnás és egy 28 tonnás kemencét is. 1932-ben áttértek az olajtüzelésre (addig generátorgázt használtak), és bevezették a bázikus falazatot. 1951-ben az egyik SM-kemencét 50 tonnásra alakították át, de az 1980-as évek végén leállt az SM-acélmű.
A dunaújvárosi Dunai Vasmű acélművét 1951-ben kezdték építeni, és a termelést két 125 tonnás kemencével kezdték. Az első csapolás augusztus 20-án történt meg a III. számú Martin-kemencéből. A gyárrészleg 1960-ra épült ki négy félventuri-kemencével. A nyersvasat saját nagyolvasztójuk szolgáltatta, a fűtőgáz a kokszolóműből érkezett, de pakurát is használtak, majd 1966-tól földgáz+kátrányolajfűtést alkalmaztak. 1965-ben az éves acéltermelés már 615 601 tonna volt. Az 1960-as években 180 tonnás März–Bolans-típusú SM-kemencékre tértek át, majd bevezették az oxigénes intenzifikálást is. Ennek eredményeként az éves acéltermelés az 1970-es évek elejére elérte az egymillió tonnát. Az oxigénes konverterüzem 1981-es üzembe állása után a martinacélgyártás jelentősége folyamatosan csökkent, majd 1992. december 1-jével be is szüntették az SM-acélmű működését.
Magyarország területén ezeken kívül is működtek jelentős Siemens–Martin-acélművek. Így például Korompán, Zólyombrézón, Vajdahunyadon, Nándorhután, de Salgótarjánban és a budapesti Ganz-gyár acélöntödéjében is gyártottak acélt ezzel az eljárással.